# The Two Doctors
The Two Doctors (Los dos Doctores) es el cuarto serial de la 22.ª temporada de la serie británica de ciencia ficción Doctor Who, emitido originalmente en tres episodios semanales del 16 de febrero al 2 de marzo de 1985. Está protagonizado por Colin Baker y Nicola Bryant como el Sexto Doctor y su acompañante Peri Brown, y también regresan en él de forma especial Patrick Troughton y Frazer Hines como el Segundo Doctor y Jamie McCrimmon.

## Argumento
El Segundo Doctor y Jamie McCrimmon aterrizan la TARDIS a bordo de la Estación Espacial Chimera en la Tercera Zona en una misión para los Señores del Tiempo, quienes también han instalado un control de teletransportación en la TARDIS. El Doctor explica que la estación es una instalación de investigación y que tienen que hablar con Dastari. Esto es observado por Chessene. El Doctor le dice a Dastari que los Señores del Tiempo quieren que los experimentos del tiempo de Kartz y Reimer se detengan. El Doctor advierte que las distorsiones de los experimentos de Kartz-Reimer están a punto de amenazar el tejido del tiempo, pero Dastari se niega a ordenar que cese, acusando a los Señores del Tiempo de no querer que otra raza descubra los secretos del viaje en el tiempo.
La computadora de la estación exige que el Doctor se vaya y, cuando se niega, trata de matarlo a él y a Peri al despresurizar el pasadizo. El Doctor logra abrir una escotilla y arrastrar a su compañero inconsciente a través de otra sección. El Doctor descubre el diario del día de Dastari y las objeciones de los Señores del Tiempo a los experimentos de Kartz-Reimer. Mientras tanto, Chessene, Shockeye y un Sontaran, Mayor Varl, toman posesión de una hacienda matando a Doña Araña.
Peri libera al Sexto Doctor, que se salvó cerrando sus vías respiratorias. Los dos descubren que el atacante de Peri era Jamie, quien se ha estado escondiendo todo el tiempo. Jamie gime de que mataron al Doctor, y bajo hipnosis, le dice al Sexto Doctor lo que ha sucedido. El sexto doctor les explica a Jamie y Peri que lo que Jamie vio era una ilusión diseñada para hacer creer a la gente que el Doctor había muerto y no investigar más. Teoriza que los Sontarans también secuestraron a Dastari, ya que es el único biogenético de la galaxia que podría aislar los núcleos simbióticos que le da a los Señores del Tiempo la estabilidad molecular para viajar en el tiempo.
Dastari revela su plan de diseccionar la estructura celular del Segundo Doctor para aislar sus núcleos simbióticos y dárselos a Chessene. El Segundo Doctor protesta que su naturaleza bárbara de Androgum, junto con la capacidad de viajar en el tiempo, significará que no habrá límite para su maldad. Shockeye golpea a Peri y la lleva de vuelta a la cocina de la hacienda. Stike amenaza con matar a Jamie a menos que el sexto doctor entre al módulo y lo prepare con su impresión simbiótica, y el doctor lo hace. Antes de que puedan liberar al Segundo Doctor y escapar de la hacienda, Shockeye aparece con Peri.
Mientras el Sexto Doctor y Jamie miran desde su escondite, escuchan a Chessene expresar su preocupación de que ahora que está involucrado un segundo Señor del Tiempo, los otros Señores del Tiempo llegarán también. Sin embargo, ella tiene un plan de contingencia. Ella le pide a Dastari que implante al Segundo Doctor con algo del material genético de Shockeye, convirtiendo al Doctor en un Androgum y también tienen la intención de eliminar a los Sontarans.
Dastari ha implantado el Segundo Doctor con una herencia de Androgum del 50 por ciento. Deciden ir a la ciudad para probar la cocina local. Dastari atrae a los Sontarans a la bodega, donde Chessene los ataca. Varl es asesinado, pero Stike logra escapar. Él trata de usar el módulo, pero sin el nebulizador, lo quema severamente. Stike se tambalea hacia su arsenal, olvidándose de la autodestrucción y la nave explota.
El Sexto Doctor, Peri y Jamie siguen al Segundo Doctor a Sevilla, con la esperanza de curarlo antes de que el cambio se complete. Dastari y Chessene también los están buscando, sabiendo que a menos que el Segundo Doctor se someta a una operación de estabilización, eventualmente rechazará la transfusión de Androgum. Cuando Oscar exige que paguen, Shockeye apuñala fatalmente a Oscar.
Chessene y Dastari encuentran que falta el nebulizador en el módulo y el Sexto Doctor les cuenta cómo preparó la máquina para Stike. Para probar la verdad del reclamo del Doctor, reemplazan el nebulizador y envían a Peri a un viaje con el módulo. Los Doctores recuperan la llave, luego el Sexto Doctor se libera primero y va a salvar a Jamie. Se encuentra con Shockeye, y el Androgum lo hiere, El Doctor embosca a Shockeye. Dastari se da cuenta de que no importa cuán aumentada esté y decide liberar al Segundo Doctor y sus acompañantes. Chessene ve el ataque y mata a Dastari. Chessene luego intenta ingresar al módulo pero explota.
El Segundo Doctor usa un control remoto de Stattenheim para convocar su TARDIS. Cuando el Sexto Doctor y Peri regresan a su propia TARDIS, el Doctor le dice que de ahora en adelante, será una dieta vegetariana saludable para ambos.

### Continuidad
Se menciona que han dejado a Victoria Waterfield antes del comienzo del serial. En The Time Warrior, la primera aparición de los Sontarans en la serie, el Tercer Doctor menciona estar familiarizado con la raza, lo que encajaría con el encuentro del Segundo Doctor en esta historia. Esta será la última aparición de los Sontarans hasta La estratagema Sontaran en la serie moderna. A pesar de ser una raza de clones, los dos Sontarans que aparecen en The Two Doctors miden más de 1,80 y de esta forma son considerablemente más altos que sus congéneres en historias anteriores y posteriores, donde los Sontaran son mucho más bajitos que la media humana. Además, en esta historia uno de los dos Sontaran es más alto que el otro.
Aunque hay disputa sobre si el Doctor realmente mata a nadie en Vengeance on Varos, aquí se le muestra matando a Shockeye con cianuro en defensa propia, añadiendo más críticas de los medios por el nivel de violencia de la era del Sexto Doctor. Esta es, además, la primera vez que el Doctor mata directa e intencionadamente a un personaje humanoide (sin contar los Cybermen) desde The Ribos Operation (1978) (donde deliberadamente activa un explosivo y deja que el villano se haga saltar a sí mismo por los aires).
Al final de la historia, el Doctor decide que Peri y él deben hacerse vegetarianos. Salvo por los Marsh Minnows que le ofrece Sil en Mindwarp, no vuelve a probar comida de origen animal hasta la suspensión de la serie en 1989. Sin embargo, el Noveno Doctor pedirá pescado con patatas en el episodio de la serie moderna Explosión en la ciudad (aunque no se le ve comerlo en pantalla), el Décimo Doctor probará alitas de búfalo en El viaje de los condenados sin reservas aparentes, y el Undécimo Doctor probara bacon y palitos de pescado en En el último momento. En La elección de Amy, el Señor del Sueño sugiere que el Doctor "probablemente es vegetariano".
Esta es una de las varias historias multi-Doctor y la tercera de la serie clásica tras los especiales del 10º aniversario, The Three Doctors (1973) y del 20º aniversario, The Five Doctors (1983). Excluyendo el especial benéfico Dimensions in Time, no se volverían a hacer historias multi-Doctor  hasta el "minisodio" Choque temporal. La escena de apertura del serial comienza en blanco y negro para reflejar la era del Segundo Doctor, antes de hacer un fundido en color, y hace uso de la TARDIS al estilo antiguo que no aparecía desde The King's Demons, aunque con el añadido de un nuevo control de teletransporte a través del cual el Segundo Doctor le dice a Jamie que los Señores del Tiempo pueden mantener el control de la TARDIS. En Estados Unidos, The Two Doctors se publicó como un serial de seis episodios de 25 minutos, que también se publicó en video en Australia.

### Temporada 6B
El serial contiene varias discordancias con la continuidad de la serie de los años sesenta, incluyendo el que Jamie sabe quiénes son los Señores del Tiempo, el Segundo Doctor estaba de misión para ellos y la apariencia visiblemente envejecida de los dos actores. Una popular teoría entre los fanes para explicar estas aparentes discrepancias es la hipotética "Temporada 6B" que tendría lugar entre The War Games (última historia de la temporada 6) y Spearhead from Space (primera historia de la temporada 7), que por primera vez mencionarían Paul Cornell, Martin Day y Keith Topping en su libro The Discontinuity Guide. Se supone que en este periodo los Señores del Tiempo permitieron al Doctor conservar como acompañantes no sólo a Jamie sino también a Victoria Waterfield, a la que mencionan en la escena de apertura. La temporada 6B aparecería extensivamente en los materiales derivados de la serie, destacando las novelas Players y World Game, ambas escritas por Terrance Dicks.

## Producción
| Episodio          | Fecha de emisión      | Duración | Espectadores en millones | Estado en el archivo  |
| ----------------- | --------------------- | -------- | ------------------------ | --------------------- |
| Episodio 1        | 16 de febrero de 1985 | 44:22    | 6,6                      | Cinta original en PAL |
| Episodio 2        | 23 de febrero de 1985 | 44:49    | 6,0                      | Cinta original en PAL |
| Episodio 3        | 2 de marzo de 1985    | 44:45    | 6,9                      | Cinta original en PAL |
| [ 2 ] [ 3 ] [ 4 ] |                       |          |                          |                       |

Entre los títulos provisionales de la historia se incluyen The Kraglon Inheritance (La herencia Kraglon) y The Androgum Inheritance (La herencia Androgum). Robert Holmes, que era vegetariano, escribió el serial como una alegoría del consumo de carne, la caza y la carnicería. "Androgum" es un anagrama de "gourmand", "glotón". En esta historia se recogieron elementos de la abortada producción de Robert Holmes The Six Doctors, como dicen los comentarios del DVD del serial.
Las instrucciones originales que el productor John Nathan-Turner le dio a Holmes fue que el serial tuviera lugar en Nueva Orleans, que aparecieran los Sontarans, el Segundo Doctor y Jamie, pero la localización se tuvo que cambiar a España cuando los fondos que se esperaban para el rodaje en Estados Unidos se retiraron. Holmes se sintió particularmente decepcionado por la pérdida de gran parte del humor sobre las diferencias entre Gran Bretaña y América al reescribir el serial. Sólo quedó un pequeño resto de ese humor en el episodio 1 cuando el Sexto Doctor mira a Peri y le dice que Colón "tiene muchas explicaciones que dar".
Según los comentarios del DVD, el rodaje en exteriores estuvo plagado de problemillas, incluyendo el tremendo calor que hacía que el maquillaje se derritiera, un retraso de tres días para reemplazar las pelucas de Troughton y Pearce (que se perdieron en el vuelo), el rechazo de Carmen Gómez de llevar el vestuario que diseñaron para ella, y el rechazo de un especialista local (el conductor del camión) que se negó a hacer su parte como se había ensayado. Pearce también dijo que ella había sido un reemplazo de última hora de otra actriz sin especificar que tuvo que abandonar la producción. Una escena filmada con Oscar y Anita en el olivar se descubrió que se había estropeado por una grieta en el negativo, así que Saxon y Gómez, que ya habían regresado a Inglaterra, tuvieron que volver a toda prisa a España con un importante coste económico. Esta fue la última historia de la serie que incluyó rodaje en exteriores, práctica que se había estrenado en City of Death. Sin contar Doctor Who: La película (1996), que se produjo íntegramente en Canadá, y el episodio de 2007 Daleks en Manhattan que incluía rodaje de una segunda unidad en Nueva York, no volvería a rodarse un episodio fuera del Reino Unido hasta Los fuegos de Pompeya (2008).
Durante la emisión de esta historia fue cuando se anunció que la serie descansaría durante un año. La controversia aún rodea a este periodo, con disputas de si la serie se enfrentaba o no a la cancelación ya desde este punto, y el papel en el asunto de varios oficiales de la BBC, como el director de BBC One, Michael Grade, y el director de seriales dramáticos Jonathan Powell.